# Майофис, Аркадий Исаевич

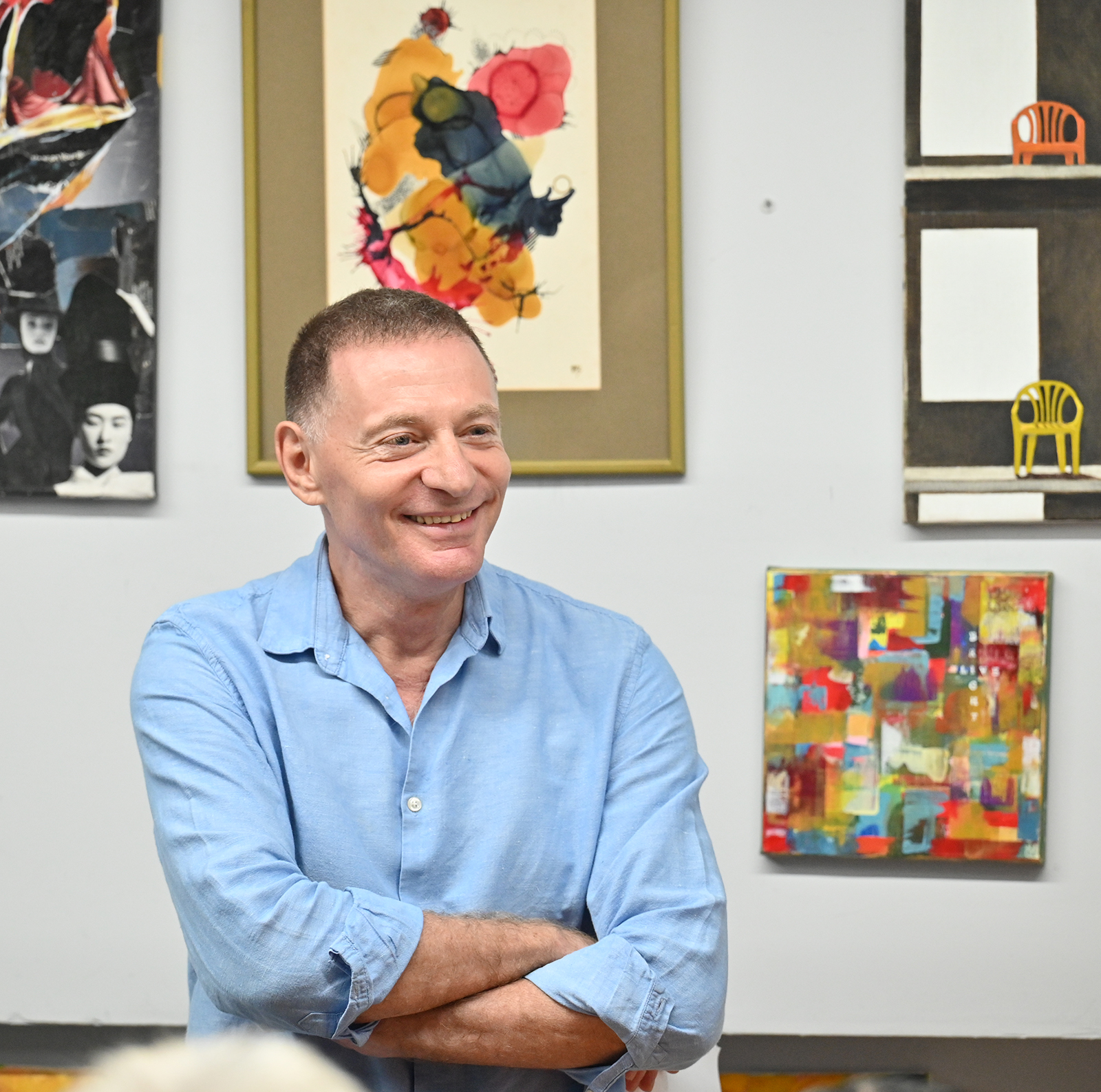
Аркадий Майофис, медиаменеджер, предприниматель и журналист.

Аркадий Исаевич Майофис (род. 30 мая 1962, Томск, СССР) — российский и израильский медиаменеджер, предприниматель и журналист. Основатель телекомпании ТВ-2 в Томске, одной из первых независимых телестудий в России, и подарочного бренда Yoffi в Израиле.

## Биография
Аркадий Майофис родился в Томске в 1962 году.
Семья Майофис была сослана из Риги в Томскую область в 1941 году. В Риге Майофисы владели домами на улице Дзирнаву, 2 и магазином мехов на улице Мариас. Отцу Аркадия — Исаю — на момент ссылки было 14 лет.
Окончил с отличием филологический факультет Томского государственного университета (1987). Работал журналистом и редактором на областном телевидении.

### ТВ-2
В 1990 году Майофис основал телекомпанию ТВ-2 — одну из первых негосударственных телекомпаний в Советском Союзе. ТВ-2 получила широкую известность благодаря независимой редакционной политике и более 20 раз становилась лауреатом телевизионной премии ТЭФИ.
В 2002 году на базе ТВ-2 был создан крупный региональный медиахолдинг «Томская Медиа Группа» (ТМГ), в который входили телеканалы, радиостанции и рекламные агентства. Аркадий Майофис стал инициатором создания холдинга и сыграл ключевую роль в его развитии. Помимо ТВ-2, в холдинг входили телекомпании «Открытое телевидение» и «22 канал», радиостанции: «Европа плюс Томск», «Русское радио», «Ретро FM Томск», «Шансон Томск», рекламные и производственные агентства «Крупным планом», «Призма», «Тройка».
К концу 2014 года отношение власти, как местной, так и федеральной, к телекомпании ТВ-2 значительно ухудшилось. Особое недовольство вызывали репортажи ТВ-2 об Украине, в том числе о начавшейся в 2014 году войне. В начале 2015 году власти отказались продлить лицензию ТВ-2. Вскоре прекратила существование и вся Томская Медиа Группа.
В феврале 2015 года Аркадий Майофис уехал в Израиль.

### Деятельность в Израиле
В Израиле Майофис основал семейную компанию Yoffi, производившую подарочные наборы из израильских продуктов: фиников, тахины, мёда, специй, травяных чаёв и сухофруктов. Продукция продавалась в duty-free магазинах, на Amazon и других онлайн-платформах. Слово Yoffi переводится с иврита как «красота» и также является частью фамилии Майофиса. Компания просуществовала 10 лет.
В 2025 году, на фоне военного конфликта в Израиле, компания свернула коммерческую деятельность. Майофис сосредоточился на гуманитарных проектах, благотворительности и публицистике.
В последние годы активно публикует статьи о репатриации и израильской жизни на своей странице в Facebook и в Telegram-канале «Продавец фиников». Частый гость различных YouTube-каналов. Включён в список 50 наиболее влиятельных репатриантов Израиля по версии газеты The Jerusalem Post.

## Семья
Аркадий женат, у него пятеро детей.
Жена — Полина Майофис: певица, преподаватель вокала.

## Награды
- Лауреат премии ТЭФИ «За вклад в развитие телевидения»[19]
- Лауреат национальной премии «Медиаменеджер России»[20]